# Damian Kratzenberg
Pour les articles homonymes, voir Kratzenberg.
Damian Kratzenberg, né le 5 novembre 1878 à Clervaux (Luxembourg) et mort le 11 octobre 1946 à Luxembourg (Luxembourg), est un professeur de lycée luxembourgeois, devenu chef de la Volksdeutsche Bewegung (Mouvement populaire allemand), un groupe politique pro-nazi, au Luxembourg pendant la Seconde Guerre mondiale. Il a été exécuté après la guerre pour collaboration avec les nazis.

## Biographie
Damian Kratzenberg est le fils de l'administrateur du château de Clervaux, un immigré allemand. Après avoir obtenu son baccalauréat au gymnase de Diekirch, il étudie de 1898 à 1902 les lettres à Luxembourg, Lille, Paris et Berlin. Par la suite, il enseigne le grec et l'allemand à Diekirch, Echternach et, à partir de 1927, à l'Athénée de Luxembourg.
De 1927 à 1936, il est membre du parti libéral. À partir du milieu des années 1930, il devient un partisan de l'Allemagne nazie. De 1935 à 1940, il est président de la Luxemburger Gesellschaft für Deutsche Literatur und Kunst (de) (acronyme GEDELIT, Société luxembourgeoise pour la littérature et l'art allemands). En 1936, il reçoit la Goethe-Medaille für Kunst und Wissenschaft.
Lorsque la Wehrmacht occupe le Luxembourg le 10 mai 1940, la GEDELIT se transforme en une organisation politique au service de l’occupant. Le 17 mai, la GEDELIT devient le Volksdeutsche Bewegung (VdB) et Kratzenberg exige clairement le rattachement à l’Allemagne nazie (Heim ins Reich). En sa qualité de président du VdB, Kratzenberg est subordonné au chef allemand de l'administration civile, Gustav Simon. Il devient chef de la branche régionale de la Volksdeutsche Bewegung en 1940, et est nommé chef de l'Athénée de Luxembourg en 1941.
Damian Kratzenberg réussit à fuir vers Weißenberg quelques jours avant la libération, le 1er septembre 1944. Cependant, une lettre à sa fille après la fin de la guerre révèle son emplacement. Il est amené au Luxembourg et jugé. Le 1er août, Kratzenberg est condamné à mort et est fusillé le 11 octobre 1946 au champ de tir de la caserne du Plateau du Saint-Esprit à Luxembourg-Ville.